# Aethomyias
Aethomyias és un gènere d'ocells de la família dels acantízids (Acanthizidae).
Un estudi filogenètic molecular publicat el 2018 va conduir a una revisió substancial de la classificació taxonòmica. En la reorganització, el gènere Aethomyias va ser ressuscitat per reunir un grup d'ocells que anteriorment havien estat col·locats en els gèneres Sericornis i Crateroscelis. El gènere Aethomyias havia estat introduït originalment per l'ornitòleg anglès Richard Bowdler Sharpe el 1879 per acomodar una sola espècie, l'espineta de bec rosat (abans Entomophila spliodera G.R. Gray 1859), per tant l'espècie tipus. El nom del gènere combina el grec antic «aththss» "inusual" o "canvi" amb el llatí modern «myia»s que significa "mosca voladora".

## Taxonomia
Segons la Classificació del Congrés Ornitològic Internacional (versió 14.1, 2024) aquest gènere està format per 6 espècies:
- Aethomyias nigrorufus - espineta bicolor.
- Aethomyias spilodera - espineta de bec rosat.
- Aethomyias papuensis - espineta de Nova Guinea.
- Aethomyias perspicillatus - espineta capgrisa.
- Aethomyias rufescens - espineta de Vogelkop.
- Aethomyias arfakianus - espineta verdosa.